# 니세포로큰귀박쥐
니세포로큰귀박쥐(Trinycteris nicefori)은 주걱박쥐과에 속하는 박쥐의 일종이다. 니세포로큰귀박쥐속(Trinycteris)의 유일종이다. 멕시코 치아파스주부터 볼리비아 그리고 브라질 북동부까지의 남아메리카와 중앙아메리카에 분포한다. 서식지는 해발 고도 1000m 높이의 일차림과 이차림이다. 가장 활동적인 시간은 해가 진 후와 해가 뜨기 전의 어슴푸레한 때이다.